# Socialismo budista

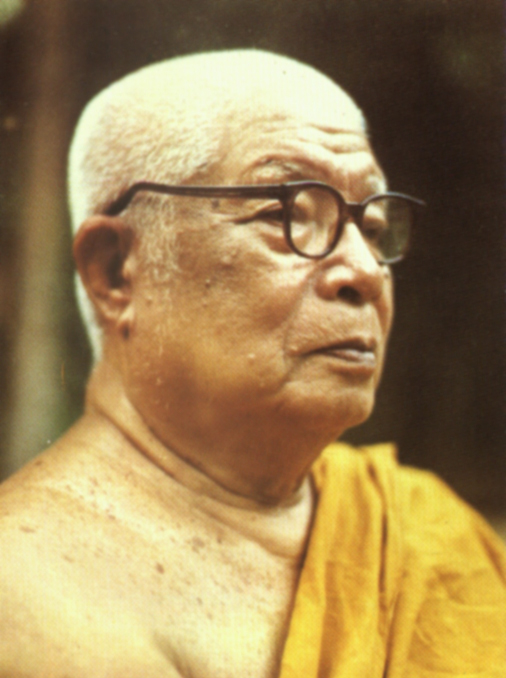
Buddhadasa Bhikkhu

Socialismo budista é uma ideologia política que defende o socialismo com base nos princípios do budismo. Tanto o budismo quanto o socialismo procuram dar um fim ao sofrimento, analisando suas condições e removendo suas principais causas através da práxis. Ambos também procuram fornecer uma transformação da consciência pessoal (respectivamente, espiritual e política) para pôr fim à alienação e ao egoísmo humanos.
Pessoas que foram descritas como socialistas budistas incluem Buddhadasa Bhikkhu, BR Ambedkar, Han Yong-un, Seno'o Girō, U Nu, Norodom Sihanouk, e Uchiyama Gudō.Buddhadasa Bhikku cunhou a frase "socialismo dâmico". Ele acreditava que o socialismo é um estado natural que significa que todas as coisas existem juntas em um sistema.